# العلاقات الجنوب سودانية الفيتنامية
العلاقات الجنوب سودانية الفيتنامية هي العلاقات الثنائية التي تجمع بين جنوب السودان وفيتنام.

## مقارنة بين البلدين
هذه مقارنة عامة ومرجعية للدولتين:
| وجه المقارنة                                              | جنوب السودان                  | فيتنام           |
| --------------------------------------------------------- | ----------------------------- | ---------------- |
| المساحة (كم2)                                             | 619.75 ألف                    | 331.69 ألف       |
| عدد السكان (نسمة)                                         | 12.58 مليون                   | 94.66 مليون      |
| الكثافة السكانية (ن./كم²)                                 | 20.3                          | 285.39           |
| العاصمة                                                   | جوبا                          | هانوي            |
| اللغة الرسمية                                             | لغة إنجليزية                  | اللغة الفيتنامية |
| العملة                                                    | جنيه جنوب سوداني، جنيه سوداني | دونغ فيتنامي     |
| الناتج المحلي الإجمالي (بليون دولار)                      | 2.90 مليار                    | 234.19 مليار     |
| الناتج المحلي الإجمالي (تعادل القوة الشرائية) بليون دولار | 22.88 مليار                   | 553.42 مليار     |
| الناتج المحلي الإجمالي الاسمي للفرد دولار أمريكي          | 73                            | 2.48 ألف         |
| الناتج المحلي الإجمالي للفرد دولار أمريكي                 | 2.02 ألف                      | 5.63 ألف         |
| مؤشر التنمية البشرية                                      | 0.467                         | 0.666            |
| رمز المكالمات الدولي                                      | +211                          | +84              |
| رمز الإنترنت                                              | .ss                           | .vn              |
| المنطقة الزمنية                                           | ت ع م+03:00                   | ت ع م+07:00      |

## منظمات دولية مشتركة
يشترك البلدان في عضوية مجموعة من المنظمات الدولية، منها:
| علم المنظمة | اسم المنظمة                        | تاريخ انضمام جنوب السودان | تاريخ انضمام فيتنام |
| ----------- | ---------------------------------- | ------------------------- | ------------------- |
|             | مؤسسة التنمية الدولية              | 18 أبريل 2012             | 24 سبتمبر 1960      |
|             | يونسكو                             | 27 أكتوبر 2011            | 6 يوليو 1951        |
|             | وكالة ضمان الاستثمار متعدد الأطراف | 18 أبريل 2012             | 5 أكتوبر 1994       |
|             | الأمم المتحدة                      | 14 يوليو 2011             | 20 سبتمبر 1977      |
|             | الاتحاد البريدي العالمي            | ?                         | ?                   |
|             | البنك الدولي للإنشاء والتعمير      | 18 أبريل 2012             | 21 سبتمبر 1956      |
|             | الاتحاد الدولي للاتصالات           | 3 أكتوبر 2011             | 24 سبتمبر 1951      |
|             | مؤسسة التمويل الدولية              | 18 أبريل 2012             | 4 أغسطس 1967        |
|             | منظمة الشرطة الجنائية الدولية      | ?                         | ?                   |

## وصلات خارجية
- موقع وزارة الخارجية الجنوب سودانية
- موقع وزارة الخارجية الفيتنامية